# 樋口裕希
樋口 裕希（ひぐち ゆうき、1996年4月27日 - ）は、日本の男子バレーボール選手である。

## 来歴
群馬県出身。先輩の影響を受けてバレーボールを始める。
群馬県立高崎高等学校、筑波大学を経て、2018年10月、堺ブレイザーズ（現・日本製鉄堺ブレイザーズ）に入団内定。内定選手としてリーグ戦に出場した。
2019年、2020年に日本代表登録メンバーに選出された。
2020-21シーズン、V1リーグでフェアプレー賞を受賞。
2022年、再び日本代表登録メンバーに選出され、AVCカップに出場し、チームの準優勝に貢献した。
2024年4月、堺を退団。6月にVC長野トライデンツとのプロ選手契約が発表された。
2025年4月、2024-25シーズン限りでの退団が発表された。5月21日に自由交渉選手として公示。27日に広島サンダーズ入団が発表された。

## 球歴
- 日本代表 （2019-2020年、2022年）
  - AVCカップ - 2022年

## 受賞歴
- 2021年 - 2020-21 V.LEAGUE DIVISION1 フェアプレー賞

## 所属チーム
- 群馬県立高崎高等学校 （2012-2015年）
- 筑波大学 （2015-2019年）
- 堺ブレイザーズ/日本製鉄堺ブレイザーズ（2019-2024年）
- VC長野トライデンツ（2024-2025年）
- 広島サンダーズ（2025年-）